# 藤原敦宗
藤原 敦宗（ふじわら の あつむね）は、平安時代後期の貴族・学者・儒者・漢詩人。藤原北家真夏流（日野家）、参議・藤原実政の長男。官位は正四位下・式部権大輔。

## 経歴
文章生・文章得業生を経て、後三条天皇の六位蔵人を務める。
白河朝にて式部権大輔・左衛門権佐・文章博士を歴任。応徳元年（1084年）左少弁に任ぜられる（当時の官位は左衛門権佐文章博士正五位下）。寛治元年（1087年）堀河天皇が即位すると、儒者として式部大輔・藤原正家と共に昇殿を聴される。しかし、翌寛治2年（1088年）父の大宰大弐・藤原実政が宇佐八幡宮に訴えられて伊豆国への流罪となると、敦宗も連座して左少弁を解官された。
承徳2年（1098年）式部少輔に任ぜられ官界に復帰。承徳3年（1099年）従四位下に叙され、大学頭・東宮学士を歴任し、嘉承2年（1107年）鳥羽天皇の即位に前後して正四位下に至る。天仁元年（1108年）丹波守に任ぜられた。
天永2年（1111年）9月16日卒去。享年70。最終官位は式部権大輔大学頭丹波守正四位下。卒去にあたって、権中納言・藤原宗忠から「才智頗勝傍輩、可謂名儒歟」と評された。
また、漢詩人としても活躍。『本朝無題詩』『本朝続文粋』などに作品が収められている。

## 官歴
- 時期不詳：文章生
- 延久2年（1070年） 正月：但馬掾[2]。日付不詳：文章得業生。日付不詳：式部丞[2]
- 延久年間：六位蔵人[3]
- 時期不詳：従五位下
- 承保2年（1075年） 5月14日：見刑部少輔[4]
- 承保3年（1076年） 9月12日：見右衛門権佐[5]
- 時期不明：正五位下。文章博士[6]
- 応徳元年（1084年） 8月25日：左少弁[6]。
- 応徳3年（1086年） 2月3日：摂津守、左少弁文章博士如元[7]。2月27日：修理左宮城使[7]。
- 寛治元年（1087年）12月22日：昇殿[8]
- 寛治2年（1088年）12月24日：解官（父藤原実政配流連座）[6]
- 承徳2年（1098年） 3月12日：式部少輔[9]
- 承徳3年（1099年） 正月6日：従四位下（策）[8]
- 康和4年（1102年） 7月21日：見大学頭[9]。11月1日：東宮学士[9]
- 嘉承2年（1107年） 7月?：正四位下[10]
- 天仁元年（1108年） 10月14日：丹波守[9]
- 天永2年（1111年） 9月16日：卒去（式部権大輔大学頭丹波守）[1]

## 系譜
『尊卑分脈』による。
- 父：藤原実政
- 母：藤原国成の娘
- 妻：藤原公房の娘
  - 男子：藤原宗兼
- 妻：藤原資宗の娘
  - 男子：藤原有成